# 均口镇
均口镇，是中华人民共和国福建省三明市建宁县下辖的一个乡镇级行政单位。

## 行政区划
均口镇下辖以下地区：
均口社区、黄岭村、修竹村、均口村、岭腰村、蕉坑村、官常村、台田村、半寮村、芰坑村、洋坑村、龙头村、隆下村和垄源村。